# Sim salà bim
Sim Salà Bim (A-Haunting We Will Go) è un film del 1942 diretto da Alfred L. Werker con Stanlio e Ollio. È il secondo lungometraggio di Stanlio e Ollio dopo la separazione dal produttore Hal Roach.

## Trama
Stanlio e Ollio sono appena usciti di prigione, quando alcuni agenti di polizia li invitano a lasciare al più presto la città. Leggendo un annuncio su un giornale riescono a rimediare, tramite alcuni truffatori che vogliono riscuotere un'eredità, un viaggio a Dayton ma durante il viaggio sono però costretti a trasportare una bara con un finto morto ricercato dalla polizia. Alla stazione però la bara viene sostituita per errore con quella del mago Dante. Stanlio e Ollio, ignari dello scambio, partono per il viaggio in treno.
Durante il tragitto vengono truffati da due signori che vendono loro un macchinario chiamato "Inflato" che, secondo loro, dovrebbe produrre banconote. Dopo essersi abbuffati nel vagone ristorante, il cameriere chiede il conto: qui i due si accorgono che l'aggeggio che produce soldi non funziona, e prima che vengano cacciati dal treno il mago Dante paga il loro conto. In cambio della gentile generosità del mago Dante, Stanlio e Ollio decidono di essere d'aiuto nella sua tournée di spettacoli e durante il suo spettacolo a Dayton.
Travestiti da geni della lampada, come promesso danno una mano al mago Dante, ma durante le prove i truffatori si accorgono dello scambio della bara e intimano ai due di ritrovarla subito, prima che il loro complice possa soffocare. Così durante lo spettacolo del mago, dietro le quinte Stanlio e Ollio si mettono alla ricerca della bara combinando innumerevoli pasticci. Nel frattempo però, la bara è già sul palco, sospesa in alto con delle funi per il numero finale del mago. Dante apre la bara ma dentro trova uno dei truffatori ormai morto. Alla fine si scopre che l'eredità era solo un trucco architettato dalla polizia per catturare il malvivente che viaggiava nella bara.

## Doppiaggio in italiano
Il primo doppiaggio in lingua italiana è stato eseguito da una cooperativa di attori improvvisati (dei quali non sono note le identità), attiva in Spagna verso il 1942-1943, durante il blocco dell'importazione di film stranieri a causa della guerra, mentre un secondo doppiaggio è stato eseguito nel 1946 con le voci di Alberto Sordi e Mauro Zambuto: entrambe le versioni sono andate perdute. Il film è stato ridoppiato nel 2002 da Mediaset con le voci di Giorgio Ariani e Enzo Garinei, con la direzione di Alessandro Rossi.